# 新莊報導
《新莊報導》為臺灣新北市新莊區的地方報紙，在每個學年期間由輔仁大學新聞學系三年級學生所組成。學生透過實習的方式，為新莊居民帶來報導外，也透過實際的編輯採訪經歷，讓學生們提早適應業界工作模式。

## 创刊目的
创刊目的：為新莊區民提供最新與最即時的在地資訊外，更提供學生一個提早接觸新聞工作的平台，讓其在畢業前，從實務經驗中省思未來的出路。

## 历史过程
- 1972年，《傳播者》創刊。
- 1974年，《傳播者》納入輔仁大學新聞學課程中，並定位為實習校刊。
- 1985年，《傳播者》將報導內容與讀者群組定義在新莊。
- 1987年，《傳播者》改名《新莊報導》，並向行政院新聞局登記為社區雜誌。
- 1996年，《新莊報導》建立網頁。

## 報導內容
目前《新莊報導》內容上至政府機關、下至民生娛樂無所不包，分別劃分成「市政組」、「文教組」、「生活組」與「社會組」四條主要路線

## 發行

### 發行量
《新莊報導》印刷量為每期2000-3000份。

### 發行范围
發行地點分別為市公所、活動中心、圖書館、醫院等。另外會向已訂閱該報的讀者派發，或以贈閱的方式向學校主管、圖書館、輔大師長、社團、新聞採訪對象與業務客戶等人士派發。